# Joseph-Edmond Roy
 (novembre 2023).
Si vous disposez d'ouvrages ou d'articles de référence ou si vous connaissez des sites web de qualité traitant du thème abordé ici, merci de compléter l'article en donnant les références utiles à sa vérifiabilité et en les liant à la section « Notes et références ».
Pour les articles homonymes, voir Roy et Joseph Roy.
Joseph-Edmond Roy (1858-1913) est un rédacteur en chef, notaire, homme politique, historien, directeur de revue et fonctionnaire canadien.

## Biographie
Joseph-Edmond Roy est né à Lévis. Il commença ses études au Collège de Lévis, les poursuivit au Petit Séminaire de Québec, de 1871 à 1877, puis à la faculté de droit de l’Université Laval, où il obtint un baccalauréat en droit en 1880. Il allia pratique notariale et étude de l’histoire régionale. En 1891, il devint membre de la Société royale du Canada et fut secrétaire (1893–1896), vice-président (1896–1897, 1904–1905) et président (1897–1898, 1905–1906) de sa section française ; il serait président de la société en 1908–1909. Il fit partie de sa commission de législation de 1891 à 1913. En 1895, au moment où la commission chargée de refondre le Code de procédure civile de la province de Québec tenta d’enlever aux notaires le droit de faire des procédures non contentieuses, Roy joua un rôle-clé dans la rédaction du mémoire de la commission de législation, qui s’opposait à cette tentative ; finalement, aucune modification ne fut apportée. Conseiller du quartier Saint-Laurent, à Lévis, de 1896 à 1903, il avait été élu maire le 3 février 1896 et devait conserver ce poste jusqu’en 1900. Il avait reçu du gouvernement français en juillet 1896 le diplôme d’officier d’académie.
Il publia à Lévis, entre 1897 et 1904, sa grande Histoire de la seigneurie de Lauzon en cinq volumes. Cet ouvrage lui valut de nombreux éloges. Il collabora également au Bulletin des recherches historiques (Lévis), créé en 1895 et dirigé par son frère Pierre-Georges Roy. L’intérêt qu’il portait à sa profession l’amena à accepter de diriger et d’éditer la Revue du notariat (Lévis) de 1898 à sa mort. À partir de 1899 et jusqu’en 1902, Roy publia à Lévis son imposante Histoire du notariat au Canada depuis la fondation de la colonie jusqu’à nos jours, en quatre volumes, étude détaillée et bien documentée des événements et des hommes qui avaient marqué la profession.
Récipiendaire en 1899 d’un doctorat ès lettres de l’Université Laval, J.E. Roy fut nommé en 1907 professeur titulaire de la faculté des arts et chargé d’enseigner la géographie du Canada. Il accepta d’être chef de la nouvelle division des manuscrits à la Direction fédérale des archives d’Ottawa en 1908. À l’été de 1909, il fut chargé de se rendre à Londres et à Paris afin d’étudier l’organisation des dépôts d’archives et le mode de classement de leurs manuscrits, et de faire l’inventaire des documents concernant le Canada. Il y passa presque six mois et publia en 1911 à Ottawa son imposant Rapport sur les archives de France relatives à l’histoire du Canada. Joseph-Edmond Roy a contribué à la connaissance des archives relatives au Canada outre-Atlantique, et a joué un rôle important dans le développement de la profession de notaire par sa participation durant 25 ans aux travaux de la Chambre des notaires, dont il fut président de 1909 à 1912, et la publication de la Revue du notariat. Il a aussi laissé une trentaine d’ouvrages qui témoignent de l’intérêt qu’il portait à l’histoire du Canada. Il est décédé à l'âge de 54 ans à l’Hôtel-Dieu de Lévis. (Sources: Archives de la Société d'histoire régionale de Lévis.)